# Roberto Crispino
Roberto Crispino o Crespin (in francese Crepin), detto il Francopulo (Normandia, ... – Costantinopoli, 1073), fu un mercenario normanno che prestò servizio come ultimo Catepano d'Italia che prese parte a battaglie combattute nell'ambito della Reconquista, della conquista normanna dell'Italia meridionale e delle guerre bizantino-selgiuchidi.

## Biografia

### Primi anni
Figlio di Gilberto Crispino, Roberto aveva due fratelli maggiori, Gilberto, signore di Tilliers, e Guglielmo, che divenne signore di Neaufles (Neaufles-Saint-Martin o Neaufles-Auvergny), oltre a due sorelle, Emma ed Esilia.  Essendo il figlio minore, era destinato a non ricevere alcuna eredità sostanziale, motivo per cui lasciò la Normandia e pare si recò nell'Italia meridionale, dove era in corso la conquista compiuta dai suoi conterranei sotto la famiglia degli Altavilla. Nel 1064, partecipò all'assedio di Barbastro, avvenuto nella Spagna orientale e nell'ambito della Reconquista, definita a volte una sorta di proto-crociata.

### Servizio nell'impero bizantino
Roberto partecipò poi alla rivolta del 1066, avvenuta in Puglia, decidendo dunque di passare al servizio dell'impero bizantino. Pare che sotto questa bandiera scatenò una pericolosa insurrezione interna durante l'assedio di Bari, vinto poi dai normanni nel 1071.
Nel 1068, sempre al soldo di Bisanzio, partecipò a una campagna militare in Siria. Con un gruppo di mercenari ai suoi ordini, probabilmente in prevalenza normanni, egli difese il confine dell'Eufrate superiore dagli attacchi dei selgiuchidi. Ritenendo di non esser stato adeguatamente ricompensato dall'imperatore Romano IV Diogene, nel 1069 Roberto si trincerò in una fortezza dell'Armeniakon, da dove cominciò a rapinare gli esattori del fisco imperiale. L'insurrezione fu però domata agevolmente, in quanto egli si sottomise all'imperatore non appena ebbe saputo che questi avanzava alla testa di un esercito per richiamarlo all'ordine. Romano IV lo graziò ma, non avendo più fiducia in lui, lo escluse dai ranghi dell'esercito. Si trattò però di una decisione temporanea, poiché decise di richiamarlo in servizio quando si ritrovò in serie difficoltà a causa di una rivolta di palazzo. Nel 1073 Roberto Crispino morì a Costantinopoli, secondo delle voci dell'epoca avvelenato. Il suo successore come capo dei mercenari franchi fu Roussel di Bailleul.